# Фасти
 Тази статия е за празничния римски календар.  За поемата на Овидий вижте Фасти (Овидий).  
Фасти (Fasti) e празничен Римски календар в Древен Рим.
Видове:
- Fasti: календар с празниците и особени събития
- Fasti consulares на Римски форум от 508 пр.н.е. до 354 пр.н.е., намерени остатъци през 1546 г. (Fasti Capitolini).
- Fasti commentarii
- Fasti triumphales: списък на генералите, които са празнували Триумфи